# Marcos de Torres y Rueda
Marcos de Torres y Rueda (Almazán, 25 de abril de 1591-Ciudad de México, 22 de abril de 1649). Ocupó los cargos de Obispo de Yucatán de 1646 a 1649, como Virrey de la Nueva España del 13 de mayo de 1648 al 22 de abril de 1649.

## Biografía
Marcos de Torres y Rueda nació en Almazán en 1591 (algunas fuentes lo datan hacia 1588). Estudió en la Universidad Complutense, graduándose con distinción en la carrera de licenciado en artes. Tiempo después ocupó el cargo de teología en la misma universidad, y posteriormente en la Universidad de Valladolid. Obtuvo el canon en la catedral de Burgos y fue rector del colegió de San Nicolás de Burgos donde el Rey Felipe IV le otorgó el cargo de Obispo de Yucatán. El Papa Inocencio X le concedió ocupar tal posición el 18 de diciembre de 1645.

## Su breve estancia en la Nueva España
Llegó a la Nueva España al siguiente año. siendo consagrado en la Catedral de Puebla, y tomó el cargo de obispo el 9 de noviembre de 1646. Solo unos meses después de ocupar el cargo, el Rey Felipe IV lo nombró Virrey y Presidente de la Audiencia.
Para el 13 de mayo de 1648 ocupó el puesto en la capital virreinal, dejando el mando de la Diócesis de Yucatán y manos del Cabildo de dicha Catedral. El anterior Virrey, García Sarmiento de Sotomayor, no deseaba entregarle su oficina o el Tesoro Real, por lo que una intervención de parte de la Corona fue requerida. Por este y otros motivos no se presentó a la declaración de Nuestra Señora de Izamal como patrona del Yucatán.
Su gobierno duró menos de un año. El suceso más notable de su gobierno fue el Auto de Fe llevado a cabo los días 11 y 12 de abril de 1649 en la Plaza del Volador de la Ciudad de México, donde trece hombres y mujeres fueron condenados a muerte y otros 99 recibieron latigazos. Dentro de los acusados se encontraba Tomás Tremiño de Campos, un judío de origen portugués. Algunos de los cargos de los que se culpaba a los acusados eran el haber ocupado el uso de la Lengua Mexicana, hablar mal de la Inquisición, del Rey de España y del Papa.
A pesar de tal acontecimiento, el Virrey no pudo asistir al evento debido al mal estado de salud que presentaba. Murió al poco tiempo en la Ciudad de México el 22 de abril de 1649, siendo enterrado en el Templo de San Agustín de la capital al poco tiempo de su fallecimiento. La Audiencia se hizo cargo del gobierno hasta la llegada del nuevo Virrey.